# Zemling
Zemling ist eine Ortschaft und Katastralgemeinde der Marktgemeinde Hohenwarth-Mühlbach am Manhartsberg in Niederösterreich mit 215 Einwohnern (Stand 1. Jänner 2024).

## Geographie
Der Ort liegt an der Ostseite des Manhartsberges, von dem er sich nach Osten erstreckt. Die Retzer Straße führt längs des Manhartsberges am Ort vorbei und gab neue Entwicklungsimpulse, sodass sich der Ort nun auch längs der Retzer Straße ausbildete.

## Geschichte
Die älteste Erwähnung des Ortes stammt aus dem Jahr 1120, wo der Ort noch Cemerleup oder Cemiliub genannt wurde. Diese Bezeichnung ist slawischen Ursprungs. Die Veste Zemling wurde im 15. Jahrhundert zerstört und nicht wieder aufgebaut. Heute befindet sich an der Stelle die Pfarrkirche.
Nach den Reformen 1848/1849 konstituierte sich Zemling im Jahr 1850 zur selbständigen Gemeinde und war bis 1868 dem Amtsbezirk Ravelsbach zugeordnet. Laut Adressbuch von Österreich waren im Jahr 1938 in der Ortsgemeinde Zemling ein Gastwirt, ein Gemischtwarenhändler, ein Maurermeister, ein Schmied, ein Schneider, ein Schuster, ein Viktualienhändler und mehrere Landwirte ansässig. Außerhalb des Ortes gab es eine Ziegelei der Gutsverwaltung Mühlbach.

## Persönlichkeiten
- Jürgen E. Schmidt (1937–2010), Aufnahmeleiter und Musikproduzent